# Мулемо, Ландри
Ландри Мулемо (фр. Landry Mulemo; 17 сентября 1986, Льеж, Бельгия) — бельгийский и конголезский футболист, защитник.

## Биография

### Клубная карьера
Ландри является воспитанником клуба из родного города Льеж — «Стандард». Мулемо был игроком молодёжного состава, в период с 1992 по 1995 года выступал за команду «Флемаль».
После долгого пребывания в составе молодёжной команды в 2004 году Ландри отправился в аренду в бельгийский клуб «Сент-Трюйден». Он сыграл 65 игр в чемпионате, забив один гол, и в июле 2007 года снова вернулся в «Стандард». 22 июня 2010 года турецкий клуб «Буджаспор» подписал контракт на один год с Мулемо. В 2011 году Ландри снова вернулся в чемпионат Бельгии, перейдя в «Кортрейк».

### Международная карьера
Мулемо выступал за различные юношеские сборные Бельгии. Ландри играл в составе молодёжной сборной Бельгии на молодёжном чемпионате Европы в Нидерландах в 2007 году. Также Мулемо был включён в заявку сборной Бельгии на олимпийском турнире в Пекине в 2008 году.
В 2011 году Мулемо принял решение выступать за сборную своей исторической родины — ДР Конго. Включён в заявку сборной на Кубок африканских наций 2013.